# 张启生
张启生（1954年4月—），河南林州人。男，汉族。1972年6月参加工作，1981年8月加入中国共产党。中共中央党校研究生学历。
1991年8月，任中共河南省内黄县委副书记。1991年11月，任河南省安阳市纪委副书记。1995年5月，任中共安阳市委常委、宣传部部长。2001年1月，任中共安阳市委常委、市纪委书记。2001年9月，任中共安阳市委副书记、纪委书记。2006年2月，任河南省国土资源厅厅长、党组书记。2013年1月，任河南省人大常委会秘书长、常委会党组成员，省国土资源厅厅长、党组书记。2013年3月，任河南省人大常委会秘书长、常委会党组成员、机关党组书记。
2014年12月4日，河南省第十二届人大常委会第十一次会议补选为第十二届全国人民代表大会代表。
2017年1月，不再担任河南省人大常委会秘书长。